# Список умерших в 704 году

## Июль
- 12 июля — Лоингсех мак Энгуссо — король Кенел Конайлл (будущего Тирконнелла; 666?—704) и верховный король Ирландии (696—704).

## Дата смерти неизвестна или требует уточнения
- Абдуррахман ибн Мухаммед — арабский военачальник времён династии Омейядов, предводитель восстания против халифа в 700—704 годах.
- Адамнан — аббат, бенедиктинец, агиограф, писатель, законотворец, знаток государственного и канонического права, святой католической церкви.
- Ашина Хушэло-шад — каган Западно-тюркского каганата (693—704).
- Дусрон — 3-й император (ценпо) Тибета.
- Теодофред, знатный вестгот, герцог; отец последнего правителя Вестготского королевства Родериха.
- Элдфрит, король Нортумбрии (685—704/705).
- Энфледа — принцесса Дейры и королева Нортумбрии, позже аббатиса влиятельного аббатства Уитби, Англия.